# Giovanni Faldella
Giovanni Faldella (Saluggia, 26 settembre 1846 – Vercelli, 14 aprile 1928) è stato uno scrittore, giornalista e politico italiano.

## Biografia
Nacque nella famiglia benestante di Francesco Faldella, medico e più volte sindaco di Saluggia, e di Benedetta Barberis. Dopo gli studi liceali conclusi a Vercelli, frequentò la facoltà di giurisprudenza nell'Università di Torino, laureandosi il 10 giugno 1868, ed esercitando per qualche anno la professione di avvocato nello studio legale di Luigi Ferraris (deputato e, dal 1878, sindaco di Torino).
Ancora studente, aveva intanto scritto dei versi e alcune commedie, tra le quali Un bacan spiritual, tre atti in dialetto torinese, e si era iscritto al circolo letterario «Dante Alighieri», del quale facevano parte, tra gli altri, Giovanni Camerana, Giuseppe Giacosa e Roberto Sacchetti. Fu poi tra i fondatori, il 3 gennaio 1869, de Il Velocipede, una rivista politico-letteraria dalla breve vita (cessò le pubblicazioni l'anno dopo). Il Faldella fu allora chiamato nella magistratura torinese quale sostituto procuratore e, nel 1871, tornò nella città natale a esercitare la professione legale. Nel 1872 fu eletto nel Consiglio provinciale di Novara, carica che mantenne fino al 1908.
Nel 1873 fu incaricato dalla Gazzetta piemontese di Vittorio Bersezio di seguire l'Esposizione internazionale di Vienna: le sue cronache, apparse nel quotidiano torinese dal luglio al dicembre 1873, furono stampate l'anno dopo con il titolo A Vienna. Gita con il lapis. Il libro fu notato e lodato, con qualche critica, dal Carducci, che scrisse al Faldella che egli «aggruppa, condensa, epigrammeggia un po' troppo: certe sue pagine paiono cataloghi di bei motti, o di eleganze classiche, o di ardiri popolareschi. Ma molte altre sono miniate, disegnate, scolpite, tornite, finite, come io vorrei che fosse sempre la imaginosa e giovenil prosa italiana».
Alla collaborazione a Rivista minima di Salvatore Farina e a Serate italiane, rivista del quale fu uno dei fondatori nel 1874, unì la composizione di diversi racconti, una raccolta dei quali fu pubblicata nel 1875 con il titolo di Figurine, serie di bozzetti della realtà della provincia italiana, profili freschi e vivaci scritti in un linguaggio a metà strada tra il dialettale ed il purismo. che fecero ancora scrivere al Carducci che Faldella era «il più potente e vero rappresentatore del vero nella odierna prosa narrativa, descrittiva e di fantasia. Sol che volesse guardarsi da certe esagerazioni di maniera, certe peregrinità preziose».
Le sue impressioni sulla città di Roma, già formulate in articoli pubblicati sul quotidiano Il Fanfulla, costituirono l'oggetto dei due volumi Un viaggio a Roma senza vedere il papa, del 1880, e di Roma borghese, del 1882, mentre con la trilogia Un serpe (1881-1884) Faldella affrontava, per la prima volta e con scarso equilibrio, temi veristici, mescolati al consueto bozzettismo ed espressi con l'abituale estrosità del linguaggio. Migliore, sotto questo aspetto, il risultato raggiunto da Una serenata ai morti, del 1884, dove l'intenzione dello scrittore è di rappresentare le condizioni di vita dei più miseri, non senza fini moralistici e con la costante ricerca di nuove soluzioni espressive. Altri cinque suoi volumi costituiti dagli articoli scritti per la Gazzetta piemontese furono pubblicati dal 1878 al 1884 con il titolo di Salita a Montecitorio.
Il Faldella non fu solo un osservatore politico, ma s'impegnò direttamente in politica, candidandosi per la Sinistra nel collegio di Crescentino nel 1876, ma senza successo. Fu ancora sconfitto dal candidato della Destra nel 1880, ma gli subentrò nel 1881 alla Camera quando questi, il generale Bertolè Viale, fu chiamato al Senato. Faldella non fu rieletto nel 1882, ma riuscì nel 1886 e nelle due successive elezioni finché, il 25 ottobre 1896, fu nominato senatore. Con l'intensificarsi dell'impegno politico, venne a cessare la sua produzione narrativa, che era proseguita nel 1883 con Amore architetto, nel 1886 con Le litanie della mamma e con la trilogia Capricci per pianoforte. Terzetto romantico, costituita dai romanzi Tota Nerina, del 1887, La contessa De Ritz, del 1891, e da Nemesi, pubblicato postumo. L'ultima fatica narrativa del Faldella è Madonna di fuoco e Madonna di neve, forse la cosa migliore dello scrittore piemontese.
Il resto della sua produzione comprende scritti di ispirazione politica e patriottica, come Il tempio del Risorgimento italiano del 1886, Per la giustizia giusta. Discorsi parlamentari del 1889, I fratelli Ruffini. Storia della Giovine Italia del 1897, i discorsi su La giovinezza dì Camillo Cavour del 1889, su Vittorio Alfieri precursore politico del 1898, su I Lamarmora e Quintino Sella del 1911 e varie commemorazioni, tra le quali la Commemorazione del principe Amedeo di Savoia duca d'Aosta del 1890, il Ricordo di Giovanni Boglietti del 1901 e quella di Giuseppe Garibaldi del 1907.
La riscoperta di Faldella si deve soprattutto a Gianfranco Contini che, per l'ironia e il notevole sperimentalismo linguistico, lo ha considerato un esponente di quella linea plurilinguistica che da Carlo Dossi arriva fino a Gadda. Nel caso specifico Contini definì le opere del Faldella puntinismo verbale.

## Opere, prima edizione
- A Vienna. Gita con il lapis, Torino, Beuf 1874
- Figurine, Milano, Tipografia Editrice Lombarda 1875
- Le Conquiste, narrazioni, Milano, Brigola 1876
- Rovine, Milano, Tipografia Editrice Lombarda 1879
- Un viaggio a Roma senza vedere il Papa, Torino, Casanova 1880
- Un serpe. Storielle in giro: I, Idillio a tavola, Torino, Roux e Favale 1881
- Un serpe. Storielle in giro: II, Un consulto medico, Torino, Roux e Favale 1882
- Roma borghese. Assaggiature, Roma, Sommaruga 1882
- Salita a Montecitorio, Torino, Roux e Favale 1882-1884
- Una serenata ai morti, Roma, Perino 1884
- Un serpe. Storielle in giro: III, La giustizia del mondo, Torino, Roux e Favale 1884
- Ammaestramenti dei moderni. Amore, amicizia, arte, Torino, Roux e Favale 1885
- Clericali. Note, Torino, Roux e Favale 1886
- I tempi del Risorgimento italiano, Firenze, G. Barbèra 1886
- Ai nostri monti, primi passi, Roma, Perino 1886
- A Parigi. Viaggio di Geromino e Comp., Torino, Triverio 1887
- Capricci per pianoforte. Terzetto romantico: I, Tota Nerina, Torino, Roux 1887
- Madonna di fuoco e Madonna di neve, Milano, Alfredo Brigola e C., 1888
- I nuovi Gracchi, ossia la crisi agraria, Firenze, G. Barbèra 1888
- Capricci per pianoforte. Terzetto romantico: II, La contessa De Ritz, Milano, Treves 1891
- Verbanine, lettere di Apostolo Zero, Milano, F.lli Treves 1892
- I fratelli Ruffini. Storia della Giovine Italia, Torino, Roux Frassati e Co., 1895-1897
- Piemonte e Italia. Rapsodia patriottica, Torino, Lattes 1910

### Edizioni successive
- Giovanni Faldella, Roma borghese, a cura di Gaetano Mariani, Bologna, Cappelli 1957 e 1962
- Giovanni Faldella, Capricci per pianoforte. Terzetto romantico: I, Tota Nerina, a cura di Alessandra Briganti, Bologna, Cappelli 1972
- Giovanni Faldella, Un bacan spiritual, a cura di Caterina Benazzo, Torino, Centro Studi Piemontesi 1974
- Giovanni Faldella, Capricci per pianoforte: III, Nemesi o Donna Folgore, a cura di M. Masoero, Torino, Fògola 1974
- Giovanni Faldella, Zibaldone, a cura di Claudio Marazzini, Torino, Centro Studi Piemontesi 1980
- Giovanni Faldella, A Vienna. Gita con il lapis, a cura di Matilde Dillon Wanke, Genova, Costa & Nolan 1983
- Giovanni Faldella, Verbanine, prefazione di Marziano Guglielminetti, a cura di Sergio Baroli e Pierangelo Frigerio, Novara, Interlinea, 2003
- Giovanni Faldella, Figurine, a cura di Alessandra Ruffino, Novara, Interlinea, 2006
- Giovanni Cagna, Giovanni Faldella, Un incontro scapigliato. Carteggio 1876-1927, a cura di Monica Schettino, Novara, Interlinea, 2008
- Giovanni Faldella, Un viaggio a Roma senza vedere il papa (prefazione e note al testo a cura di Danilo Laccetti), Milano, Greco&Greco, 2013
- Giovanni Faldella, Roma borghese, a cura di Giorgio Villani, Roma, Studio Garamond 2019